# Stade Georges-Lyvet
Le stade Georges-Lyvet est un stade de rugby à XV et de rugby à XIII situé à Villeurbanne, dans le Rhône. C'est le stade de l'ASVEL Rugby qui évolue en Fédérale 1, et de Lyon-Villeurbanne XIII qui évolue en Elite 2. Il porte le nom de Georges Lyvet, résistant FTP, mort assassiné le 15 juin 1944, à l'hôpital de la Croix-Rousse à Lyon.
En 2012, le stade est entièrement rénové, un buste de Georges Lyvet étant également remis à neuf,. En juin 2013, une plaque commémorative portant la mention « À la mémoire de Georges Lyvet, alias Jean Rolland (1906-1944) » et apposée sur le fronton d'entrée du stade est inaugurée en présence de la fille de Georges Lyvet ainsi que de Jean-Paul Bret.

## Match international
Le 27 octobre 1991 le XIII de France y a battu l'URSS par 26 à 6.